# 公子鰌
公子鰌，姬姓，名鰌，春秋时期鄭國的卿。
春秋中期，在由楚国投奔晋国的大夫巫臣的建议下，晋国等中原诸侯积极联络吴国以对抗楚国。前576年（周简王十年、鲁成公十五年、齐灵公六年、晋厉公五年、宋共公十三年、楚共王十五年、卫献公元年、郑成公九年、吴王壽夢十年），吴国第一次参与中原的诸侯会盟，盟会在鍾離（今安徽省凤阳县临淮关镇东五里）举行。公子鰌代表鄭國和鲁国叔孙侨如、晉國士燮、宋国華元、卫国孙林父、齐国高無咎、邾国大夫與吳國會盟。